# Ljusbrun jätteekorre
Ljusbrun jätteekorre (Ratufa affinis) är en däggdjursart som först beskrevs av Thomas Stamford Raffles 1821.  Ratufa affinis ingår i släktet jätteekorrar och familjen ekorrar. IUCN kategoriserar arten globalt som nära hotad.
Inga underarter finns listade i Catalogue of Life. Wilson & Reeder (2005) skiljer mellan 9 underarter.

## Utseende

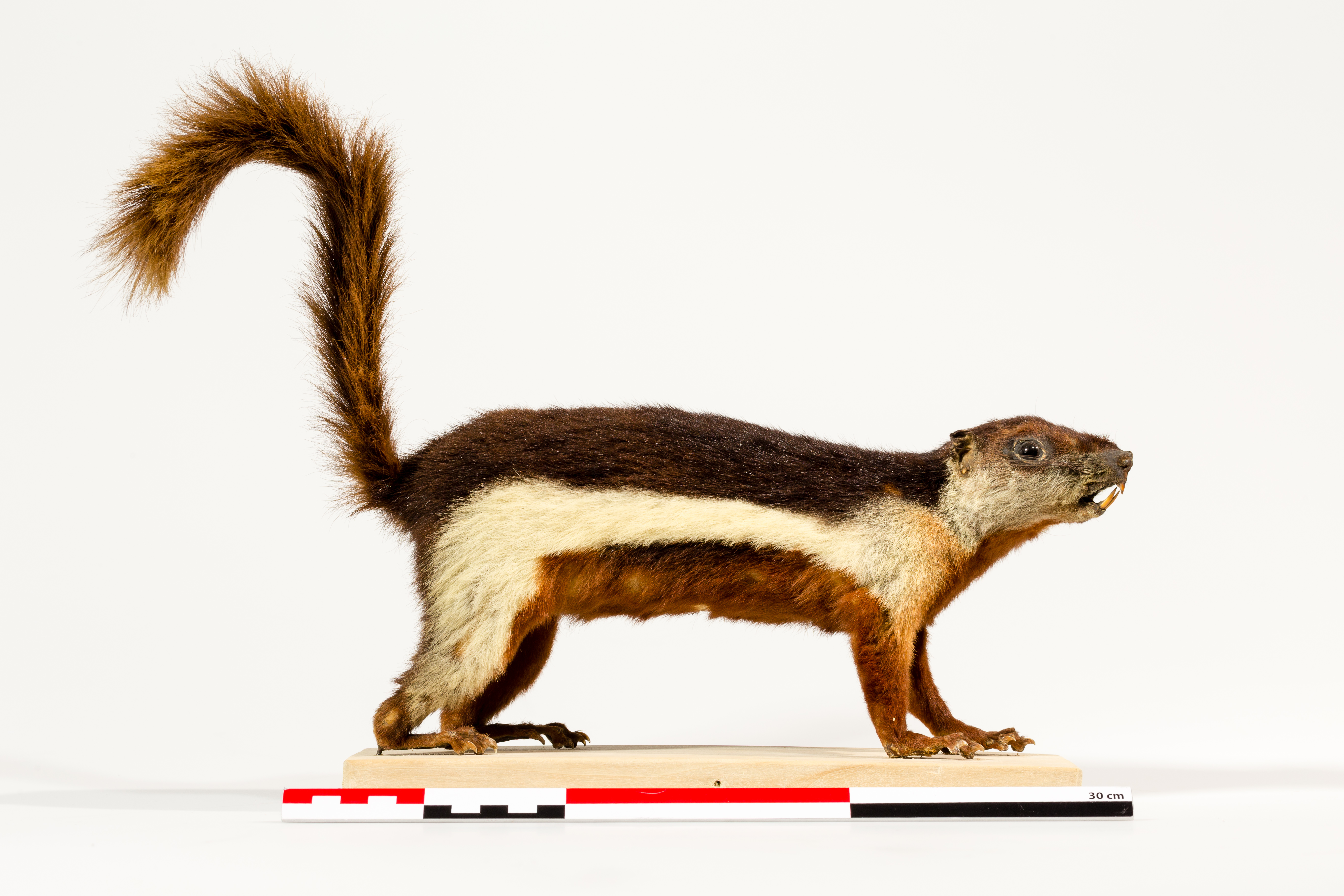
Uppstoppat exemplar med mera ovanlig färgteckning.

Arten når en kroppslängd (huvud och bål) av 32 till 35 cm, en svanslängd av 37 till 44 cm och en vikt mellan 930 och 1575 g. Pälsens färg varierar mellan de olika populationerna. Grundfärgen är ljusbrun till orangebrun på ovansidan och ännu ljusare brun till vitaktig på undersidan. Ibland förekommer vita kinder, ett svart skägg eller en svart svans. I vissa regioner är ovansidan mycket mörkare till nästan svartaktig.

## Utbredning och habitat
Denna jätteekorre förekommer på södra Malackahalvön, på Borneo och på Sumatra. Arten vistas i fuktiga städsegröna skogar och hittas även i odlingar och trädgårdar.

## Ekologi
Hanar och honor är aktiva på dagen och de lever utanför parningstiden ensam. Det klotrunda boet byggs av olika växtdelar och placeras i trädens krona. Individerna klättrar huvudsakligen i växtligheten och de markerar reviret genom att skrapa bark från grenar samt med hjälp av urin. Inom en kvadratkilometer förekommer vanligen 11 individer. De har höga varningsläten och flera andra läten för kommunikationen. Ljusbrun jätteekorre äter huvudsakligen växtdelar som blad, frukter, bark och frön (ofta från dipterokarpväxter). I mindre mått ingår insekter i födan. När arten äter eller under andra tider när den känner sig ohotad hänger svansen ner. När jätteekorren skuttar iväg håller den svansen vågrätt. Den jagas bland annat av rovfåglar som orienthjälmörn (Spilornis cheela), av trädlevande ormar, av kattdjur och av människan.
Det är nästan inget känt om fortplantingssättet. Antagligen är artens parningsbeteende lika som hos andra jätteekorrar. De kan ha två kullar per år med cirka tre ungar. Dräktighetens längd varierar mellan 28 och 84 dagar. Artens släktingar lever i fångenskap upp till 20 år.